# Catherine Hamlin
Pour les articles homonymes, voir Hamlin.
Catherine Hamlin (née à Sydney en Australie le 24 janvier 1924 et morte le 18 mars 2020) est une obstétricienne et gynécologue australienne, cofondatrice d'un hôpital spécialisé à Addis-Abeba avec son mari Reginald Hamlin (1908-1993).

## Biographie
Diplômée de l'Université Medical School, en 1946, Catherine Nicholson est interne à l'Hôpital de la Couronne, sous la direction médicale du Dr Reginald Hamlin, qu'elle épousera plus tard. 
En 1959, en réponse à une annonce, Catherine Hamlin et son mari se rendent en Éthiopie pour y exercer leur métier à Addis-Abeba ; le couple est horrifié par la prévalence de la fistule obstétricale qui entraîne une mise au ban de ces femmes. Ils deviennent pionniers dans le traitement de cette maladie, développant des techniques chirurgicales qui leur permettent d'atteindre un taux de réussite de 93 %. 
Quinze ans plus tard, ils fondent Addis Ababa Fistula Hospital, qui est le seul centre médical au monde spécialisé dans la fourniture gratuite de chirurgie réparatrice des fistules pour les femmes pauvres qui souffrent de blessures à l'accouchement; la plupart des patientes sont démunies quand elles arrivent et ne peuvent pas se permettre de payer pour la chirurgie nécessaire.
Les installations comprennent des lieux d'hébergement pour les femmes, qui viennent de partout dans le pays, et un centre de réhabilitation pour les blessés graves. Ils ont créé des centres régionaux (Bahir Dar, Mekele, Yirgalem, Harrar et Metu) afin de rendre le traitement plus largement accessible. L'hôpital est un centre mondial d'expertise dans la réparation des fistules avec des chirurgiens en provenance du monde entier.
Ils ont également construit Desta Mender - « Village de la Joie » - un centre de réadaptation pour les femmes si grièvement blessées qu'elles ont besoin de soins de longue durée.
En 2008, l'hôpital concentre ses efforts sur la prévention de la fistule avec la création de l'Ordre des sages-femmes Hamlin à Addis-Abeba, dont la mission est de les former afin de prévenir les fistules obstétricales en premier lieu, d'élever la qualité des soins à l'accouchement en général et de réduire le taux élevé de mortalité maternelle. . 
Catherine Hamlin a bénéficié de bourses d'honneur des associations médicales de l'Australie, l'Angleterre et des États-Unis. Les hôpitaux et l'Ordre des sages-femmes sont largement soutenus par des donateurs privés australiens, anglais et américains dont la plus importante est située à Santa Clara, en Californie.
Catherine Hamlin, son mari et leur équipe ont traité plus de 34 000 femmes.

## Distinctions
- Compagnon de l'ordre d'Australie (26 janvier 1995)
- prix du Rotary « pour la compréhension et la paix » (1998)
- médaille du Centenaire de la Fédération d'Australie (2001)
- prix du Global Health Council (2004)
- prix Nobel alternatif[4], « pour ses cinquante ans consacrés au traitement des patientes atteintes de fistule, restaurant ainsi la santé, l'espoir et la dignité de milliers de femmes les plus pauvres de l'Afrique. » (2009)

## Citation
« Une mère est la plus riche possession d'une famille, un être d'une valeur inestimable. »

## Œuvre
- (en) Catherine Hamlin, The Hospital By The River : A Story Of Hope, Monarch Books, 2004, 308 p. (ISBN 978-1-85424-673-8)

### Site en français
- Paul Benkimoun, « En Ethiopie, un hôpital se consacre depuis 1974 à la réparation des fistules obstétricales », in : Revue en ligne, sur /, Le Monde, 2010 (consulté le 11 mars 2010)

### Site étranger
- (en) « Lettre ouverte au Congrès mexicain »(Archive.org • Wikiwix • Archive.is • Google • Que faire ?), in : Site officiel, sur g, ETC Group Ottawa, 2001 (consulté le 15 février 2010)